# Mário Jesus dos Santos
Mário Jesus dos Santos • OIH • GCM • (Montijo, 27 de maio de 1949) diplomata português, foi cônsul em Tours e Milão, representante permanente de Portugal junto da Comunidade dos Países de Língua Portuguesa (CPLP) e embaixador de Portugal em São Tomé e Príncipe, Gabão, Bulgária e Ucrânia, tendo ainda estado colocado na embaixada de Portugal na Jugoslávia e na missão permanente de Portugal junto das Nações Unidas e dos organismos e organizações internacionais sediados em Genebra, sendo representante permanente-adjunto de Portugal na Organização Mundial do Comércio.

Esteve, na década de 1980, colocado na embaixada de Portugal em Belgrado (então capital da República Socialista Federativa da Jugoslávia), no período de tensão política que mediou entre a morte do presidente Tito e a desintegração do país, e, como embaixador de Portugal, assistiu, in loco, quer ao golpe de estado, de 2003, em São Tomé e Príncipe, na sequência do que foi nomeado mediador, quer, em 2013-2014, em Kiev, à revolução ucraniana e à invasão e anexação da península da Crimeia pelas forças armadas da Rússia.

## Biografia

### Carreira diplomática
- após obter a sua licenciatura em Economia pelo  Instituto Superior de Economia, da Universidade Técnica de Lisboa, foi dispensado da prestação de provas no concurso de admissão aos lugares de adido de embaixada, aberto, pelo  Ministério dos Negócios Estrangeiros, em 30 de janeiro de 1974;[1]
- adido de embaixada, na Secretaria de Estado, em 21 de novembro de 1974;[1]
- definitivamente terceiro-secretário de embaixada e promovido a segundo-secretário de embaixada, na Secretaria de Estado, em 19 de maio de 1977;[1]
- cônsul de Portugal em Tours (França), em 30 de novembro de 1978;[1][2]
- em 1 de março de 1982, na embaixada de Portugal em Belgrado (capital da então República Socialista Federativa da Iugoslávia Jugoslávia, correspondendo atualmente à Bósnia e Herzegovina, Croácia, Eslovénia, Macedônia do Norte, Montenegro e Sérvia), sendo promovido a primeiro-secretário de embaixada, em 1 de outubro do mesmo ano;[1][2]
- na Secretaria de Estado, em 16 de outubro de 1985;[1]
- chefe de divisão de infraestruturas da Direção de serviços da administração financeira e patrimonial, em 5 de novembro de 1986;[1]
- diretor dos Serviços da administração patrimonial, em regime de substituição, em 6 de janeiro de 1988, e titular no cargo em 15 de janeiro de 1990, sendo promovido a conselheiro de embaixada, em 8 de agosto de 1990;[1]
- cônsul-geral em Milão (Itália), em 9 de março de 1993;[1]

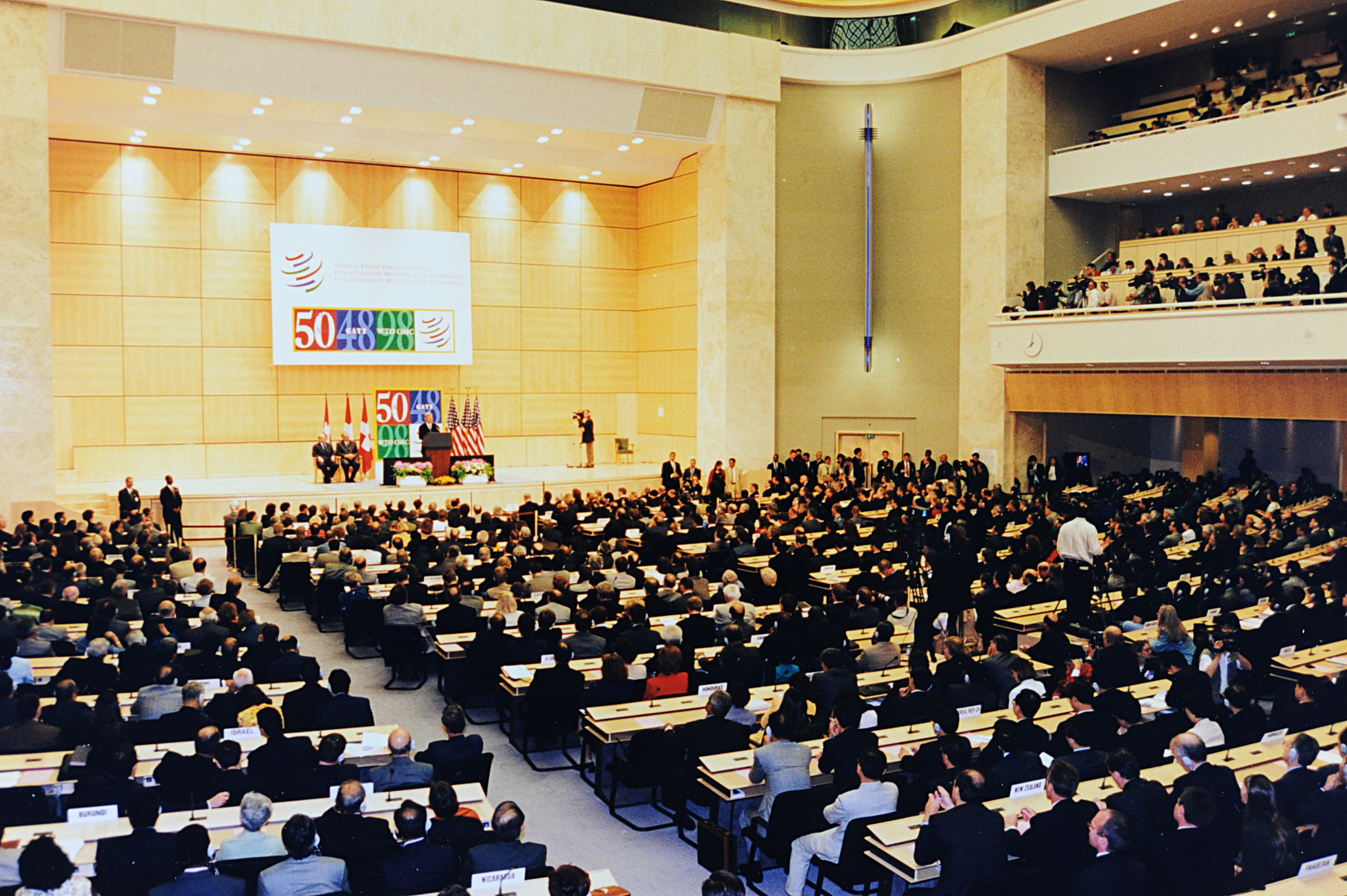
Segunda conferência ministerial da Organização Mundial do Comércio, Genebra, 18-20 de maio de 1998 - Photos: © WTO

- ministro plenipotenciário, em 22 de fevereiro de 1994;[1]
- na missão permanente junto da  Nações Unidas e dos organismos e organizações internacionais sediados em Genebra (missão NUOI), em 1 de julho de 1997;[1] sendo representante permanente-adjunto de Portugal na Organização Mundial do Comércio, e, nessa qualidade, integrou a delegação portuguesa à 2ª conferência ministerial da Organização Mundial do Comércio, Genebra, 18-20 de maio de 1998,[nota 1][3] bem como a delegação portuguesa à reunião de alto nível, da Organização Mundial do Comércio, sobre iniciativas integradas para o fomento do comércio dos países menos desenvolvidos, Genebra, outubro de 1997;[4]

- ministro plenipotenciário de 1ª classe, em 2 de março de 1998;[1]

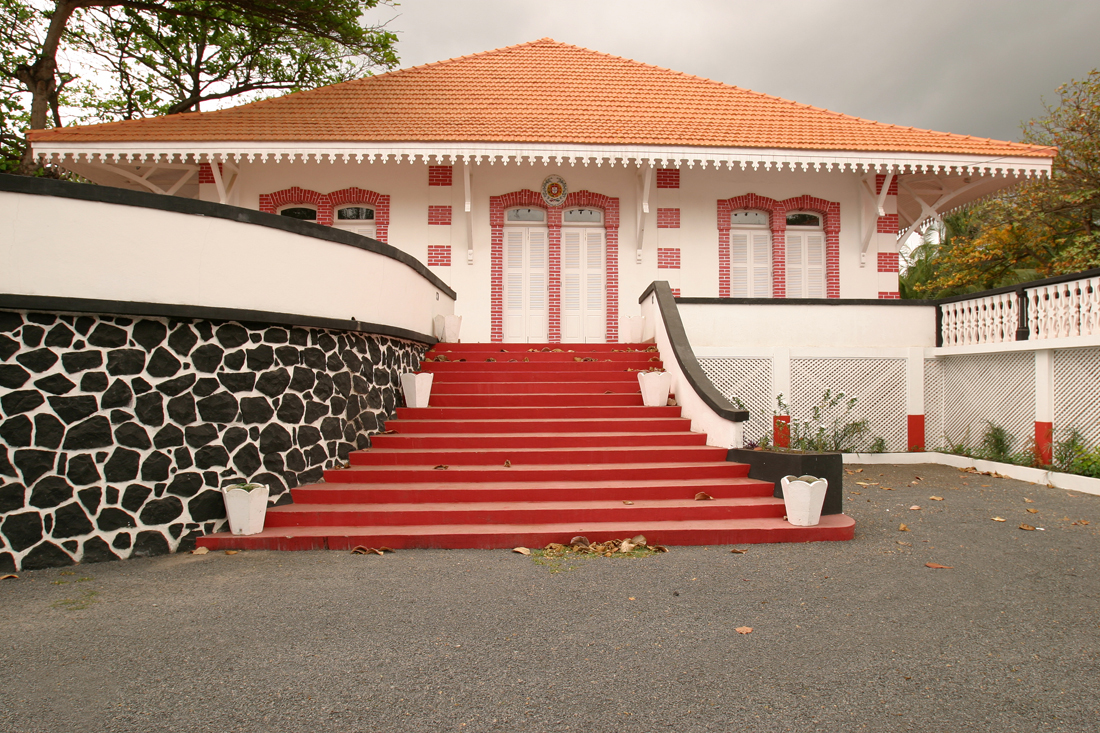
Embaixada de Portugal em São Tomé e Príncipe

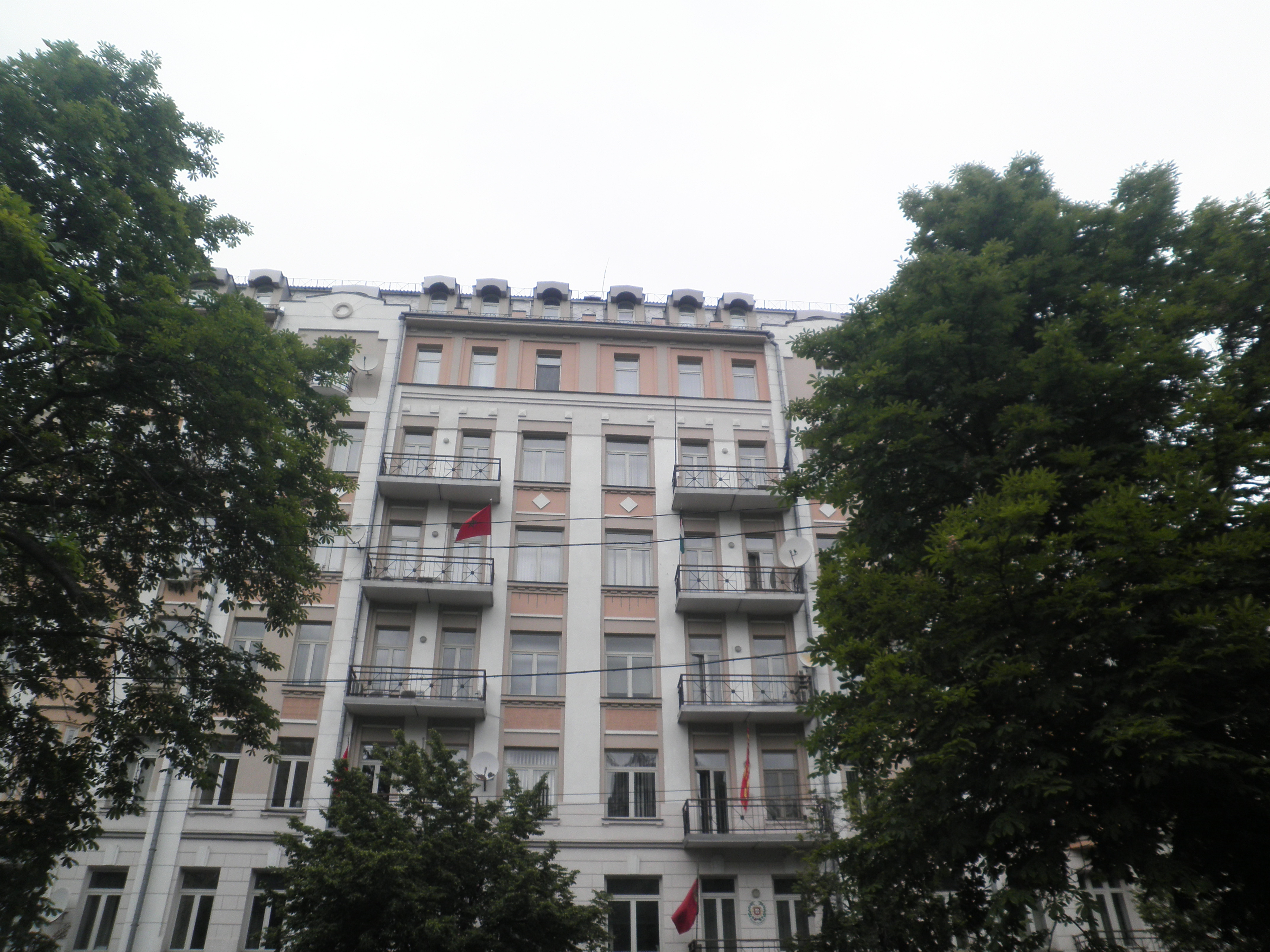
Embaixada de Portugal em Kiev

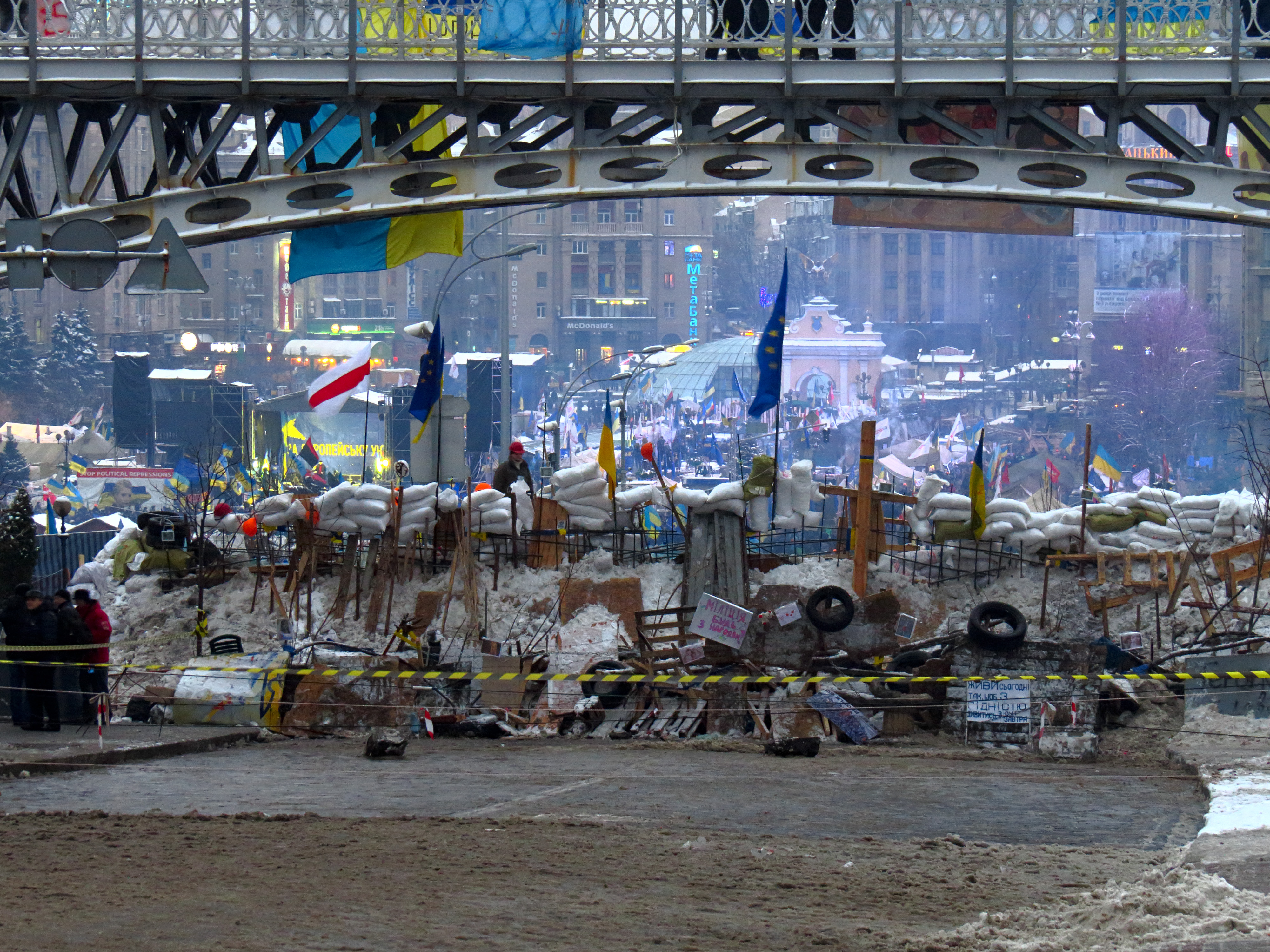
Euromaidan, barricadas em Kiev, em dezembro de 2013

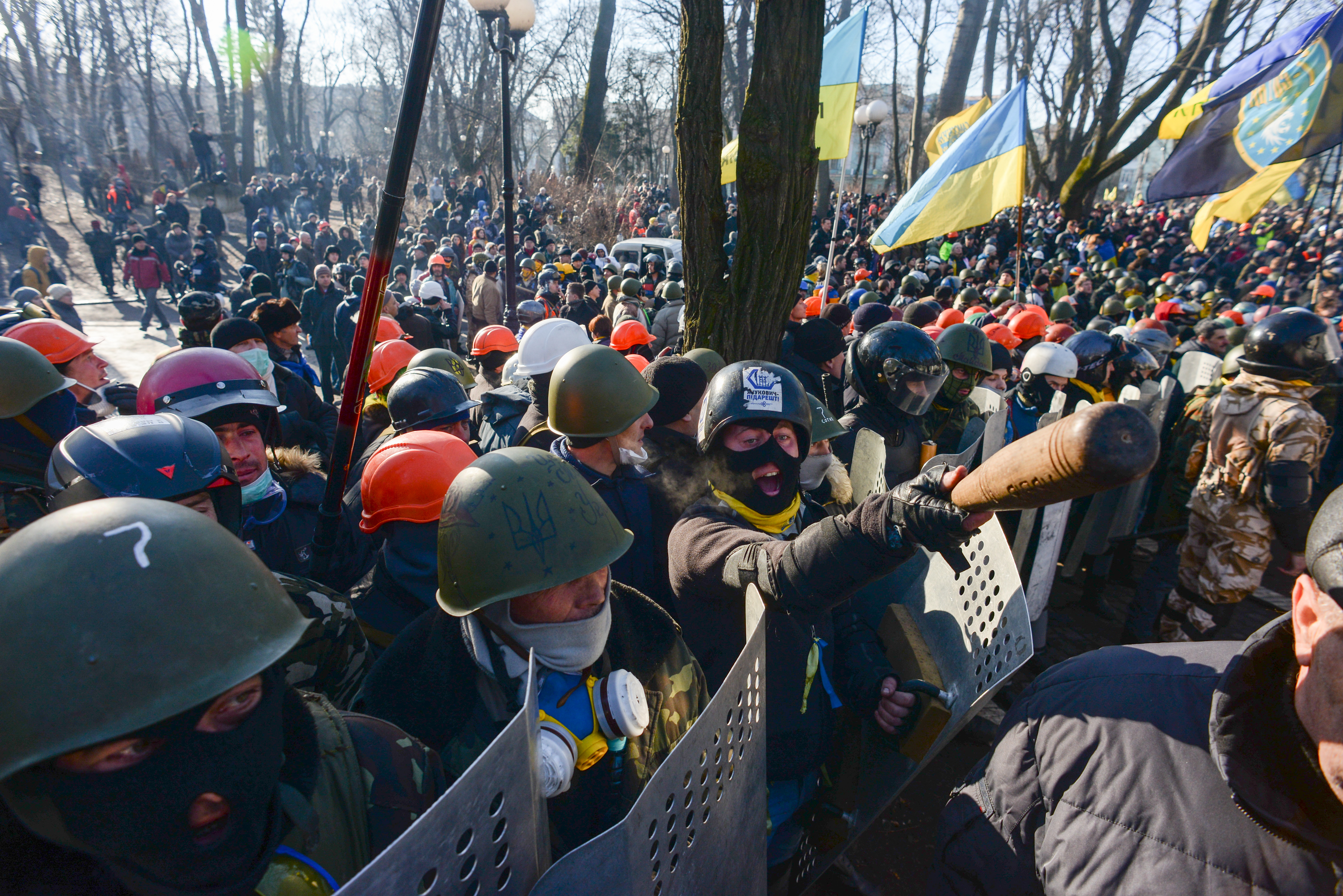
Linha de barricadas nos confrontos em Kiev, de 18 de fevereiro de 2014

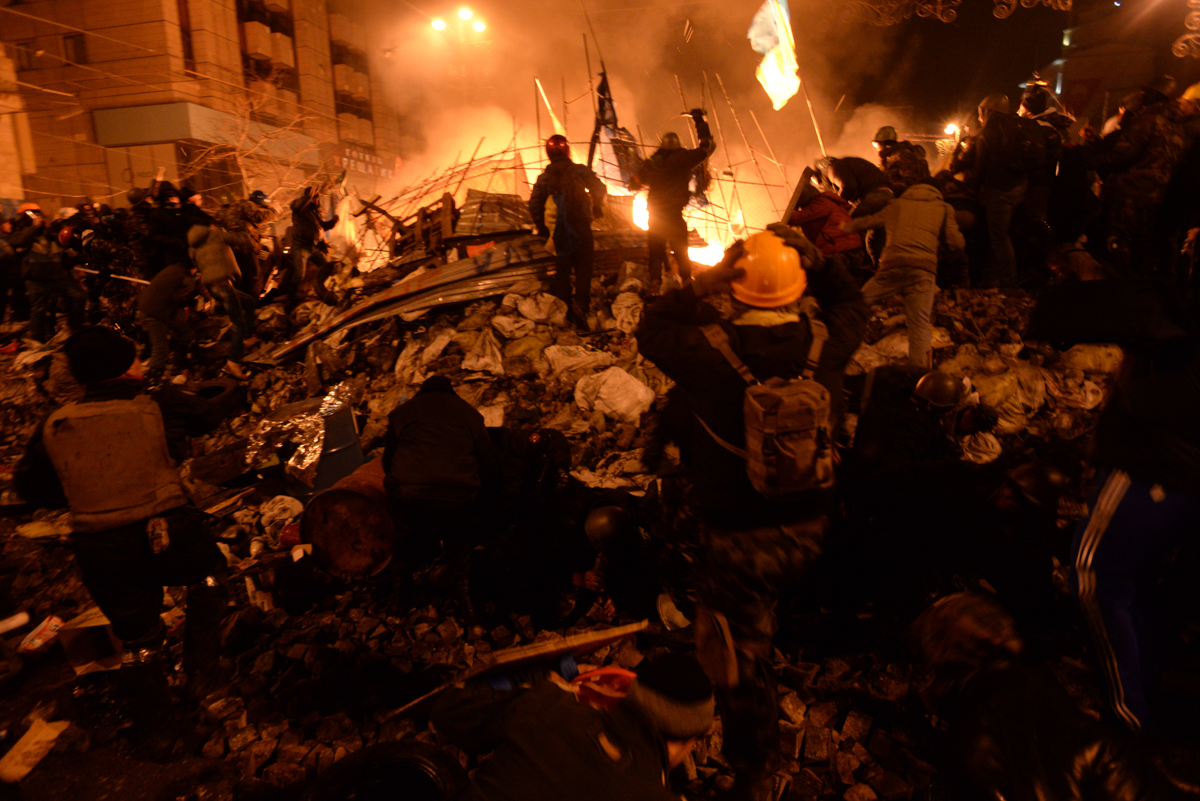
Kiev a ferro e fogo, dia e noite, fevereiro de 2014

- embaixador de Portugal em São Tomé e Príncipe, de 30 de maio de 2000 a 8 de novembro de 2004; acreditado como embaixador não-residente em Libreville (Gabão), em junho de 2001;[1][5][6][7][8]
- na sequência do golpe de estado em São Tomé e Príncipe, de julho de 2003, integrou a equipa de mediadores da missão CPLP-CEAC (Comunidade dos Países de Língua Portuguesa - Comunidade de Estados da África Central);[9][10]
- embaixador de Portugal em Sófia (Bulgária), de 9 de novembro de 2004 a 31 de outubro de 2008;[11][12][13]

No desempenho dessa função foi o signatário do Acordo entre a República Portuguesa e a República da Bulgária relativo à protecção mútua de informação classificada, assinado, em Sófia, em 14 de dezembro de 2007
- embaixador de Portugal em Kiev, de 25 de novembro de 2008 a 3 de setembro de 2014. Durante os quase seis anos de permanência na capital da Ucrânia assistiu à agitação social e onda de violentas manifestações de protestos populares (com morte de manifestantes, provocada por brutalidade policial), conhecidas como Euromaidan, contra o governo do presidente, Viktor Yanukovych, ao afastamento deste e a todo o processo da Revolução Ucraniana de 2014, com libertação de opositores presos, incluindo de Yulia Tymoshenko, restauração da constituição ucraniana tal como era entre 2004 e 2010,  à criação de milícias e batalhões de defesa e incorporação das mesmas à Guarda Nacional, aos protestos anti-Maidan, pró-Rússia, com aumento das tensões com a Federação Russa, culminando com o início da guerra no leste do país e a invasão e anexação da península da Crimeia pelas forças armadas da Rússia, ocorrida em março de 2014, ali reafirmando Mário Santos o apoio oficial de Portugal à soberania, integridade territorial e inviolabilidade das fronteiras da Ucrânia;[15][16][17][18][19][20][21][22]

- representante permanente de Portugal junto da Comunidade dos Países de Língua Portuguesa (CPLP), de 28 de novembro de 2014 até ao final de 2019;[23][24][25][26][27][28]
- em 1 de junho de 2016, foi nomeado, pelo ministro dos negócios estrangeiros, membro da delegação portuguesa no comité misto para o estabelecimento da sede do Imamat Ismaili em Portugal, nos termos do acordo entre a República Portuguesa e o Imamat Ismaili, assinado em Lisboa, a 3 de junho de 2015.[nota 2][29]

## Reconhecimento

### Ordens honoríficas de Portugal
Foi agraciado, pelo presidente da República Portuguesa, com as seguintes condecorações:  

- Grã-cruz da Ordem do Mérito; (29 de maio de 2000)
- Oficial da Ordem do Infante D. Henrique (14 de julho de 1986).

### Homenagem
Em 20 de julho de 2020, por ocasião da sua jubilação, foi homenageado em cerimónia presidida pelo ministro dos Negócios Estrangeiros Augusto Santos Silva.